# 惚れたぜHarajuku
惚れたぜHarajukuは、日本のラップユニットであるアルファとスチャダラパーによるコラボレーション楽曲。
2005年3月30日に東芝EMIよりリリースされた。

## 解説
- 80年代にジャニーズなどアイドル歌謡曲で流行したフレーズを散りばめた魅力的と歌詞が好評を受ける。
- 2年前に事件となった「スーパーフリー」の決め台詞である「アツイ!ヤバイ!マチガイナイ」がそのまま引用されている。(アルファのメンバーと同じ苗字の人物が事件に深く関わっていた）
- ジャケットはQueenのアルバムジャケット「ザ・ミラクル」のオマージュ。
- 2005年1月19日に今作はリリース予定であったが、1月11日に事務所とのトラブルによりアルファが活動停止を急遽発表。リリースは中止(後に延期)と発表となり、それまで流れていたプロモーションビデオも放送休止となってしまう。

3月に活動再開、3月30日にCD-DAでのリリースを発表した。
- コナミの音楽ゲーム、『ポップンミュージック14』で収録された。
  - なお、ゲーム音源版では上述の決め台詞に差し掛かる直前にフェードアウトしてしまうが、サウンドトラック版ではフェードアウトして終わる直前に決め台詞がかすかに聞こえるように調整されている。

## シングル
- 惚れたぜHarajuku

1. 惚れたぜHarajuku
2. 不知火(KAGAMI Remix)